# Fremont (Wisconsin)
Fremont és una població dels Estats Units a l'estat de Wisconsin. Segons el cens del 2000 tenia 666 habitants.

## Demografia
Segons el cens del 2000, Fremont tenia 666 habitants, 302 habitatges, i 189 famílies. La densitat de població era de 244,9 habitants per km².
Dels 302 habitatges en un 22,2% hi vivien nens de menys de 18 anys, en un 53,6% hi vivien parelles casades, en un 5% dones solteres, i en un 37,4% no eren unitats familiars. En el 30,8% dels habitatges hi vivien persones soles el 15,6% de les quals corresponia a persones de 65 anys o més que vivien soles. El nombre mitjà de persones vivint en cada habitatge era de 2,21 i el nombre mitjà de persones que vivien en cada família era de 2,76.
Per edats la població es repartia de la següent manera: un 18,9% tenia menys de 18 anys, un 8,4% entre 18 i 24, un 29,7% entre 25 i 44, un 24,8% de 45 a 60 i un 18,2% 65 anys o més.
L'edat mediana era de 41 anys. Per cada 100 dones de 18 o més anys hi havia 103,8 homes.
La renda mediana per habitatge era de 41.250 $ i la renda mediana per família de 51.111 $. Els homes tenien una renda mediana de 37.019 $ mentre que les dones 24.375 $. La renda per capita de la població era de 20.430 $. Aproximadament el 5% de les famílies i el 7,9% de la població estaven per davall del llindar de pobresa.

## Poblacions més properes
El següent diagrama mostra les poblacions més properes.